# Don Harvey
Donald Harvey, dit Don Harvey, est un acteur américain né le 31 mai 1960 à Saint Clair Shores, dans le Michigan (États-Unis).

## Filmographie

### Cinéma
- 1987 : Creepshow 2 : Andy Kavanaugh
- 1987 : Les Incorruptibles : l’officier Preseuski
- 1988 : Les Coulisses de l'exploit : Swede Risberg
- 1988 : La Bête de guerre : Kaminski
- 1988 : After School : Nathan
- 1989 : Outrages : le caporal Thomas E. Clark
- 1990 : 58 Minutes pour vivre : Garber
- 1991 : Hudson Hawk, gentleman et cambrioleur : Snickers
- 1992 : American Heart : Rainey
- 1994 : L'Insigne de la honte (The Glass Shield) : l’adjoint Jack Bono
- 1994 : L'Homme de guerre : Nolan
- 1995 : Tank Girl : le sergent Small
- 1996 : Dernière Danse : Doug
- 1996 : Brittle Glory : The Robber
- 1997 : Relic : Spota
- 1997 : Sparkler : Flint
- 1998 : La Ligne rouge : le sergent Paul Becker
- 1999 : Out of the Cold : Chef nazi
- 1999 : Perpète : Billy Bob
- 1999 : Gangsta Cop : Murphy
- 2000 : Batman, la relève : Le Retour du Joker : Charles Buntz/Chucko (Voix)
- 2001 : Riders : Ned Rogers
- 2002 : Highway : Ronnie
- 2004 : She Hate Me : G. Gordon Liddy
- 2004 : Corn : Horace Rasmussen
- 2005 : Swimmers : Russell
- 2007 : Anamorph : Tueur
- 2009 : Frame of Mind : Agent Jenkins
- 2009 : Public Enemies : Client au Steuben Club
- 2013 : Gangster Squad : Officier Funston
- 2014 : Taken 3 : le détective Garcia
- 2015 : Aux yeux de tous : Fierro

### Télévision
- 1988 : Deux flics à Miami : Alan Beaks
- 1991 :  Nom de code : Requin (Mission of the Shark: The Saga of the U.S.S. Indianapolis) : Kinderman
- 1992 : Prey of the Chameleon : Resnick
- 1993 : Recours en grâce (Better Off Dead), téléfilm : Del Collins
- 1996 : Le Crime du siècle (Crime of the Century), téléfilm de Mark Rydell : le lieutenant Gus Kramer
- 1999 : Un gars du Queens (The King of Queens) : Dirk
- 2000 : Le Caméléon : Monsieur Job
- 2003 : New York Police Blues : Rick Rinaldi
- 2005 : Médium : Darrell Yellin
- 2007 : Bernard et Doris : le garde de sécurité
- 2009 : Numbers : Pritchard
- 2011 : Esprits criminels : le chef Barrows
- 2011-2012 : Luck : le manager
- 2016 : Blue Bloods : le détective Connelly
- 2017 : The Deuce : Danny Flanagan
- 2018 : Better Call Saul : le chauffeur de taxi
- 2018 : La vérité sur l'affaire Harry Quebert : Robert "Bobbo" Quinn
- 2022 : We Own This City : John Sieracki